# Tour de Zamora
Le Tour de Zamora (en espagnol : Vuelta a Zamora) est une course cycliste par étapes qui se déroule dans la province de Zamora, en Castille-et-León. Créée en 1984, elle est disputée par des coureurs amateurs.

## Palmarès
| Année | Vainqueur                   | Deuxième                     | Troisième                 |
| ----- | --------------------------- | ---------------------------- | ------------------------- |
| 1985  | Belmiro Silva (pt)          | Laudelino Cubino             | Björn Bäckmann            |
| 1986  | José Carlos Pliego          | Alejandro Vázquez            | Fabián García             |
| 1987  | José Antonio Sánchez (es)   | Federico García              | Juan Carlos Arribas (es)  |
| 1988  | Pedro Merayo                | Luis Miguel Guerra           | José Luis Díaz (es)       |
| 1989  | Rafael López                | Pedro Luis García            | Miguel A. Colmenero       |
| 1990  | Antonio Sánchez García (es) | José A. Mereciano            | Carlos A. Torres          |
| 1991  | Ignacio Duque               | Antonio Martín Velasco       | Iñigo González de Heredia |
| 1992  | José Manuel García (es)     | Julio Coello                 | Javier Pascual Llorente   |
| 1993  | José A. Ruiz                | Gabriel Martínez             | Juan Manuel Toribio       |
| 1994  | Claus Michael Møller        | Juan C. Martín               | Jon Carbayeda             |
| 1995  | Mikel Pradera               | Miguel Ángel Manteiga        | Juan C. Estrada           |
| 1996  | non disputé                 |                              |                           |
| 1997  | Mario Herráez               | David Martínez               | Óscar Movilla             |
| 1998  | César García Calvo          | Alberto David Fernández (es) | Mario Herráez             |
| 1999  | Iban Mayo                   | Alexis Rodríguez             | Miguel Ángel Manteiga     |
| 2000  | Patxi Vila                  | Sergio Pérez                 | Alexis Rodríguez          |
| 2001  | Juan Manuel Fuentes         | Pedro Arreitunandia          | Gerardo García            |
| 2002  | Francisco Palacios          | Juan Pablo Magallanes        | Oleg Radinov              |
| 2003  | José Adrián Bonilla         | Alberto Martín               | Moisés Dueñas             |
| 2004  | Ignacio Sarabia             | Víctor Gómez                 | Alexei Bougrov            |
| 2005  | Javier Sáez                 | Juan José Abril              | Sergio Bernardo           |
| 2006  | Manuel Jiménez Ruiz         | David Gutiérrez Gutiérrez    | Marconi Durán             |
| 2007  | David Gutiérrez Gutiérrez   | Miguel Ángel Candil (es)     | Juan Carlos Escámez       |
| 2008  | David Belda                 | José Antonio de Segovia      | Raúl García de Mateos     |
| 2009  | Raúl Castaño                | Rafael Rodríguez             | Gustavo Rodríguez         |
| 2010  | Ángel Vallejo               | Raúl García de Mateos        | Moisés Dueñas             |
| 2011  | Antonio Olmo                | Israel Pérez                 | Raúl García de Mateos     |
| 2012  | Moisés Dueñas               | Arkaitz Durán                | Miguel Ángel Benito       |
| 2013  | Ángel Vallejo               | Oleh Chuzhda                 | Víctor Martín             |
| 2014  | José Antonio de Segovia     | Martín Lestido               | Imanol Estévez            |
| 2015  | Iván Martínez               | Miguel Gómez                 | Sergio Rodríguez          |
| 2016  | Manuel Sola                 | Wolfgang Burmann             | Sergio Rodríguez          |
| 2017  | Mauricio Moreira            | Antonio Gómez de la Torre    | Freddy Ovett              |
| 2018  | Eusebio Pascual             | Pablo Guerrero               | Diego Noriega             |
| 2019  | Iván Moreno                 | Alejandro Ropero             | Martí Márquez             |
| 2020  | Josu Etxeberria             | Samuel Blanco                | Raúl García Pierna        |
| 2021  | Eugenio Sánchez             | Eduardo Pérez-Landaluce      | Víctor Etxeberria         |
| 2022  | Eric Fagúndez               | Mulu Hailemichael            | Javier Serrano            |
| 2023  | Sergio Chumil               | David Delgado                | Álvaro Sagrado            |
| 2024  | Maksym Bilyi                | Kade Kreikemeier             | Kellen Caldwell           |
| 2025  | Adrián Benito               | Juan Pedro Lozano            | Maksym Bilyi              |

### Victoires par pays
| Victoires | Pays       |
| --------- | ---------- |
| 31        | Espagne    |
| 3         | Uruguay    |
| 1         | Portugal   |
| 1         | Danemark   |
| 1         | Costa Rica |
| 1         | Mexique    |
| 1         | Guatemala  |
| 1         | Ukraine    |